# Спасо-Преображенская церковь (Любеч)
Спасо-Преображенская церковь — православный храм и памятник архитектуры национального значения в Любече.

## История
Постановлением Кабинета Министров УССР от 06.09.1979 № 442 «Про дополнение списка памятников градостроения и архитектуры Украинской ССР, которые находятся под охраной государства» («Про доповнення списку пам'яток містобудування і архітектури Української РСР, що перебувають під охороною держави») присвоен статус памятник архитектуры национального значения с охранным № 1788.
Установлена информационная доска.

## Описание
Спасо-Преображенская церковь — единственный сохранившийся храм Любеча. Расположена на углу улиц Преображенская и Шевченко.
Сооружена в период 1811-1817 годы в стиле ампир по заказу губернатора Григория Петровича Милорадовича, как семейная усыпальница. Получивший в наследство Любеч, Григорий Петрович занимался торговлей и строительством.
Каменная, однокупольная, по принципу ротонды церковь, к которой по сторонам света примыкают прямоугольные притворы (западный удлинённый), завершённые колонными портиками с треугольными фронтонами. В середине храма расположены помещения ризницы, паламарни, ещё в двух — лестницы на хоры (открытую верхнюю галерею). Хоры расположены по всему периметру, кроме восточной стороны, их плоские перекрытия опираются на внешние стены и колонны. Между ними идут 16 колон тосканского ордена, на которые опирается полусферический купол на круглом барабане. В 1850-х годах с западной стороны (главного входа) был пристроен удлинённый притвор с колокольней (не сохранилась) и 4-колонным портиком. Фасад украшен рустом, пилястрами и карнизами. Обнесена ограждением.
В советский период храм был закрыт для богослужения, использовался как склад, затем как клуб.
Церковь была передана религиозной общине в 1989 году, отреставрирована к 1992 году. В храме хранилась копия иконы Любечской Богородицы, после возобновления богослужения утерянная реликвия была возвращена.